# Gonvick
Gonvick ist eine Kleinstadt (mit dem Status „City“) im Clearwater County im Nordwesten des US-amerikanischen Bundesstaates Minnesota. Das U.S. Census Bureau hat bei der Volkszählung 2020 eine Einwohnerzahl von 263 ermittelt.

## Geografie
Gonvick liegt rund 30 km südwestlich des Red Lake auf 47°44′13″ nördlicher Breite und 95°30′41″ westlicher Länge. Der Ort erstreckt sich über 3,34 km².
Benachbarte Orte von Gonvick sind Gully (10,2 km nordwestlich) und Clearbrook (8,3 km südöstlich).
Die nächstgelegenen größeren Städte sind Fargo in North Dakota (192 km südwestlich), Winnipeg in Kanada (308 km nordnordwestlich), Duluth am Oberen See (315 km ostsüdöstlich) und Minneapolis (415 km südöstlich).
Die Grenze zu Kanada befindet sich 158 km nördlich.

## Verkehr
Die Minnesota State Route 92 verläuft in Nordwest-Südost-Richtung als Hauptstraße durch Gonvick. Alle weiteren Straßen sind untergeordnete und teils unbefestigte Fahrwege sowie innerörtliche Verbindungsstraßen.
31,3 km südsüdöstlich von Gonvick befindet sich mit dem Bagley Municipal Airport ein kleiner Flugplatz. Die nächsten Großflughäfen sind der Hector International Airport in Fargo (189 km südwestlich), der Winnipeg James Armstrong Richardson International Airport (315 km nordnordwestlich) und der Minneapolis-Saint Paul International Airport (438 km südöstlich).

## Demografische Daten
Nach der Volkszählung im Jahr 2010 lebten in Gonvick 282 Menschen in 128 Haushalten. Die Bevölkerungsdichte betrug 84,4 Einwohner pro Quadratkilometer. In den 128 Haushalten lebten statistisch je 2,2 Personen.
Ethnisch betrachtet setzte sich die Bevölkerung zusammen aus 94,0 Prozent Weißen, 0,4 Prozent (eine Person) Afroamerikanern sowie 4,6 Prozent amerikanischen Ureinwohnern; 1,1 Prozent stammten von zwei oder mehr Ethnien ab. Unabhängig von der ethnischen Zugehörigkeit waren 1,4 Prozent der Bevölkerung spanischer oder lateinamerikanischer Abstammung.
24,5 Prozent der Bevölkerung waren unter 18 Jahre alt, 55,6 Prozent waren zwischen 18 und 64 und 19,9 Prozent waren 65 Jahre oder älter. 48,2 Prozent der Bevölkerung war weiblich.
Das mittlere jährliche Einkommen eines Haushalts lag bei 41.094 USD. Das Pro-Kopf-Einkommen betrug 19.245 USD. 12,4 Prozent der Einwohner lebten unterhalb der Armutsgrenze.